# 相模原市立大沼小学校
相模原市立大沼小学校（さがみはらしりつ おおぬま しょうがっこう）は、神奈川県相模原市南区東大沼3丁目にある公立小学校である。

## 教育目標
- 心おおらかで あたたかい子
- すすんで学習し よく考える子
- よくはたらき 協力する子
- あかるく元気で がんばる子

## 沿革
- 1969年（昭和44年）
  - 4月1日 - 谷口台小学校に併設の形で開校。この時点の児童数675名・教職員26名。
  - 6月1日 - この日（6月1日）を開校記念日と制定し、校章と校歌も制定。
- 1970年（昭和45年）11月4日 - 校旗制定。
- 1971年（昭和46年
  - 3月31日 - 鉄筋3階防音校舎完成。
  - 7月10日 - プール完成。
- 1972年（昭和47年）
  - 7月31日 - 屋内運動場完成。
  - 8月31日 - 鉄筋3階建の第2棟完成。
- 1974年（昭和49年）3月31日 - 大野台小学校開校により、本校から児童580名が移る。
- 1975年（昭和50年）
  - 4月1日 - 特殊学級設置。
  - 4月7日 - 岩石園完成。
- 1976年（昭和51年）4月1日 - 双葉小学校開校により、本校から児童143名が移る。
- 1978年（昭和53年）11月4日 - 創立10周年記念式典挙行。
- 1980年（昭和55年）7月 - けやき門完成。
- 1982年（昭和57年）3月 - 大沼アスレチック製作。
- 1983年（昭和58年）
  - 3月 - 沼っ子山製作。
  - 4月 - 若松小学校開校により、本校から児童345名が移る。
- 1984年（昭和59年）3月 - 観察池の設置。
- 1985年（昭和60年）11月 - 楽焼き小屋の新設。
- 1986年（昭和61年）8月 - 旧棟校舎大改修し、職員玄関改修。
- 1988年（昭和63年）
  - 8月31日 - 低学年図書室新設し、高学年図書室改修。
  - 11月11日 - 創立20周年記念式典挙行し、記念誌「おおぬま」作成。
- 1989年（平成元年）8月31日 - A棟校舎大改修（図書室をパソコン教室に改造）。
- 1990年（平成2年）
  - 3月31日 - 飼育舎移転し、造形砂場設置。
  - 9月30日 - パソコン教室完成。
  - 10月1日 - 新ランチルーム改造工事。
- 1993年（平成5年）3月26日 - 校庭雨水貯留浸透施設設備工事完成。
- 1996年（平成8年）
  - 3月10日 - ミュージックチャイム取り付け。
  - 7月14日 - 大沼こどもセンター開館。
  - 11月 - 防災用貯水タンク設置。
- 1997年（平成9年）
  - 8月 - 普通教室FFストーブ設置工事。
  - 12月26日 - 防災倉庫（東昇降口）設置工事。
- 1998年（平成10年）
  - 5月10日 - 創立30周年記念事業タイムカプセル開封式挙行。
  - 5月14日 - 創立30周年記念事業航空写真撮影。
  - 6月10日 - 創立30周年記念事業演劇鑑賞会開催。
  - 7月8日 - この日から10月2日まで、A棟耐震工事実施。
  - 11月5日 - 体育館への通路工事実施。
  - 11月21日 - 創立30周年記念式典挙行。
- 1999年（平成11年）8月13日 - パソコン新機種設置。
- 2000年（平成12年）
  - 1月 - プール循環ろ過器改修工事。
  - 6月 - 図書室インターネット工事。
  - 10月 - 体育館耐震工事。
- 2001年（平成13年）
  - 3月 - 更衣室シャワー取り付け工事。
  - 9月 - 花壇（A棟多目的室前）改修。
  - 10月 - ボランティア協力により、飼育舎改修工事実施。
- 2002年（平成14年）
  - 1月 - 正門前防犯カメラ設置。
  - 3月 - 沼っ子山改修。
  - 4月 - 完全週5日制スタート。
  - 5月 - 教育相談室設置（センター相談員対応）。
  - 11月 - 体育館外壁及び屋根の塗装工事。
- 2003年（平成15年）
  - 1月 - 百葉箱設置。
  - 4月 - 中庭の時計掛け替え。
  - 7月 - 普通教室扇風機設置。
- 2004年（平成16年）
  - 1月 - B棟1階障害児用トイレ設置。
  - 3月 - 体育館ステージ文字幕・袖幕交換。
- 2005年（平成17年）
  - 2月 - 体育館改修工事。
  - 3月 - 体育館緞帳交換。
  - 4月 - 学校ホームページ開設。
- 2006年（平成18年）3月9日 - ナイター照明設備完成。バックネット改修。
- 2008年（平成20年）
  - 3月 - トイレと正門を改修。
  - 5月 - 中庭噴水設置。
  - 9月 - 第40回秋季運動会（創立40周年記念式典）。
- 2009年（平成21年）
  - 8月 - B棟壁面塗り替え・床階段改修。
  - 9月 - B棟1階階段自動照明器具設置。
- 2010年（平成22年）
  - 3月 - 各教室50インチ大型テレビ設置。
  - 8月 - 各教室エアコン設置。
- 2011年（平成23年）
  - 8月16日 - 地震計設置。
  - 9月17日 - B棟の防音サッシ整備工事実施。
  - 11月 - ジャングルジムと砂場移設。
- 2012年（平成24年）
  - 3月31日 - 給食室完成。
  - 4月9日 - 給食室試運転試食会開催。
  - 4月11日 - 自校給食スタート。
  - 5月19日 - 2年4組教室にエアコン設置。
  - 9月12日 - 「岩清水梓選手、感動をありがとう」の会開催。
- 2013年（平成25年）12月 - パソコン室リニューアル。
- 2014年（平成26年）
  - 3月 - 防球ネット完成。
  - 9月 - 緊急地震速報装置設置。
- 2015年（平成27年）10月 - A棟東側のトイレ改修工事。
- 2016年（平成28年）
  - 3月 - 給食室非常用発電工事。
  - 12月 - 体育館床表面削り工事と避難所対応外便所設置工事実施。
- 2017年（平成29年）
  - 3月 - 児童クラブ設置工事。
  - 12月 - 校庭整地工事。
- 2018年（平成30年）
  - 4月 - 創立50周年記念航空写真撮影。
  - 11月 - グリーンホールにて、創立50周年記念音楽発表会。
- 2019年（令和元年）8月 - A棟トイレ大規模改修。
- 2020年（令和2年）
  - 3月 - この月から5月まで、新型コロナウイルスに係る臨時休校。
  - 6月1日 - この日から6月12日まで、新型コロナウイルスに係る分散登校。
- 2021年（令和3年）8月25日 - この日から8月31日まで、臨時休校の措置を採る。
- 2023年（令和5年）2月 - 保健室エアコン工事実施。

## 年間行事
- 5月下旬：運動会

## 児童数・学級数
- 本校の児童数は全学年合計で439人。学級数は全学年合計で20学級となっている（2024年（令和6年）5月1日現在） [1]。

## 通学区域
- 相模原市南区[2]
  - 西大沼4丁目
  - 東大沼2丁目
  - 東大沼3丁目
  - 東大沼4丁目（1番～14番）
  - 若松3丁目（9番～20番・27番～38番）
  - 若松4丁目
  - 若松5丁目
  - 若松6丁目

## 進学中学校
- 相模原市南区[3]
  - 相模原市立麻溝台中学校 - 東大沼4丁目1番〜14番に在住の児童が進学
  - 相模原市立大野台中学校 - 西大沼4丁目に在住の児童が進学
  - 相模原市立大野南中学校 - 東大沼2丁目、東大沼3丁目、若松3丁目9番〜20番・27番〜38番、若松4丁目〜6丁目に在住の児童が進学

## 主な卒業生
- 岩清水梓 - 女子サッカー選手。2011年サッカー女子ワールドカップ優勝メンバー。

## 周辺
- 大沼こどもセンター - 同一敷地内
- 相模原市大沼公民館
- 相模原市立大野保育園 - 進学前保育園のひとつ
- 特別養護老人ホーム相模すみれ園
- 神奈川県道・東京都道52号相模原町田線
- 神奈川県警相模原南警察署大沼交番

## 交通アクセス
- 神奈川中央交通「大15」・「大25」・「大53」・「大68」・「相05」・「相25」の各系統[4]で、「大沼小学校前」停留所より、
  - のりば1（相模大野駅北口行）から、徒歩約290m・約4〜5分。
  - のりば2（上溝行、北里大学病院・北里大学行、麻溝車庫行、相模原駅南口行）から、徒歩約245m・約4分。
- 小田急電鉄小田原線相模大野駅北口から、上述の神奈中バスに乗車し9分、「大沼小学校前」停留所下車後、徒歩。
- JR東日本横浜線相模原駅南口から、上述の神奈中バスに乗車し31〜36分、「大沼小学校前」停留所下車後、徒歩。